# Quevillon
Quevillon – miejscowość i gmina we Francji, w regionie Normandia, w departamencie Sekwana Nadmorska. Przez miejscowość przepływa Sekwana. 
Według danych na rok 1990 gminę zamieszkiwały 523 osoby, a gęstość zaludnienia wynosiła 47 osób/km² (wśród 1421 gmin Górnej Normandii Quevillon plasuje się na 439. miejscu pod względem liczby ludności, natomiast pod względem powierzchni na miejscu 287.).